# Ian Garrison
Ian Garrison (Decatur (Geórgia), 14 de abril de 1998) é um ciclista profissional dos Estados Unidos que em 2015 correu para a equipa do ex-ciclista George Hincapie, Hincapie Racing Juniors. Actualmente corre para a equipa Deceuninck-Quick Step.
Em 2016 alçar-se-ia com o bronze na prova do Campeonato Mundial de Ciclismo em Estrada em Doha, Catar.

## Palmarés
2016
- 3.º no Campeonato Mundial Contrarrelógio Junior

2017
- 2.º no Campeonato Panamericano Contrarrelógio sub-23
- 1 etapa do Tour de Beauce

2019
- Campeonato dos Estados Unidos Contrarrelógio
- 2.º no Campeonato Mundial Contrarrelógio sub-23

## Equipas
- Hagens Berman Axeon (2017-2019)
  - Axeon Hagens Berman (2017)
  - Hagens Berman Axeon (2018-2019)
- Deceuninck-Quick Step[3] (2020-)